# James Silas
Pour les articles homonymes, voir Silas.
James Edouard (Edward) Silas, né le 11 février 1949, est un joueur américain de basket-ball. Il joue avec l'équipe des Spurs de San Antonio pendant 10 saisons de 1972 à 1982 en tant que meneur.

## Statistiques de carrière
| Total carrière                                                                                      | Moyenne en match                                                        | Total playoffs                                                                            | Moyenne en playoff                                                       |
| --------------------------------------------------------------------------------------------------- | ----------------------------------------------------------------------- | ----------------------------------------------------------------------------------------- | ------------------------------------------------------------------------ |
| - Matchs joués : 685 - Points : 11 038 - Rebonds : 2 069 - Passes décisives : 2 628 - Contres : 608 | - Points : 16,1 - Rebonds : 3,0 - Passes décisive : 3,8 - Contres : 1,0 | - Matchs joués : 41 - Points : 644 - Rebonds : 124 - Passes décisives : 187 - Steals : 32 | - Points : 15,7 - Rebonds : 3,0 - Passes décisives : 4,6 - Contres : 0,8 |